# Pronuba gracilis
Pronuba gracilis é uma espécie de coleóptero da tribo Eburiini (Cerambycinae); com distribuição apenas na Costa Rica.

## Sistemática
- Ordem Coleoptera
  - Subordem Polyphaga
    - Infraordem Cucujiformia
      - Superfamília Chrysomeloidea
        - Família Cerambycidae
          - Subfamília Cerambycinae
            - Tribo Eburiini
              - Gênero Pronuba
                - P. gracilis (Hovore & Giesbert, 1990)